# História Verdadeira da Conquista da Nova Espanha

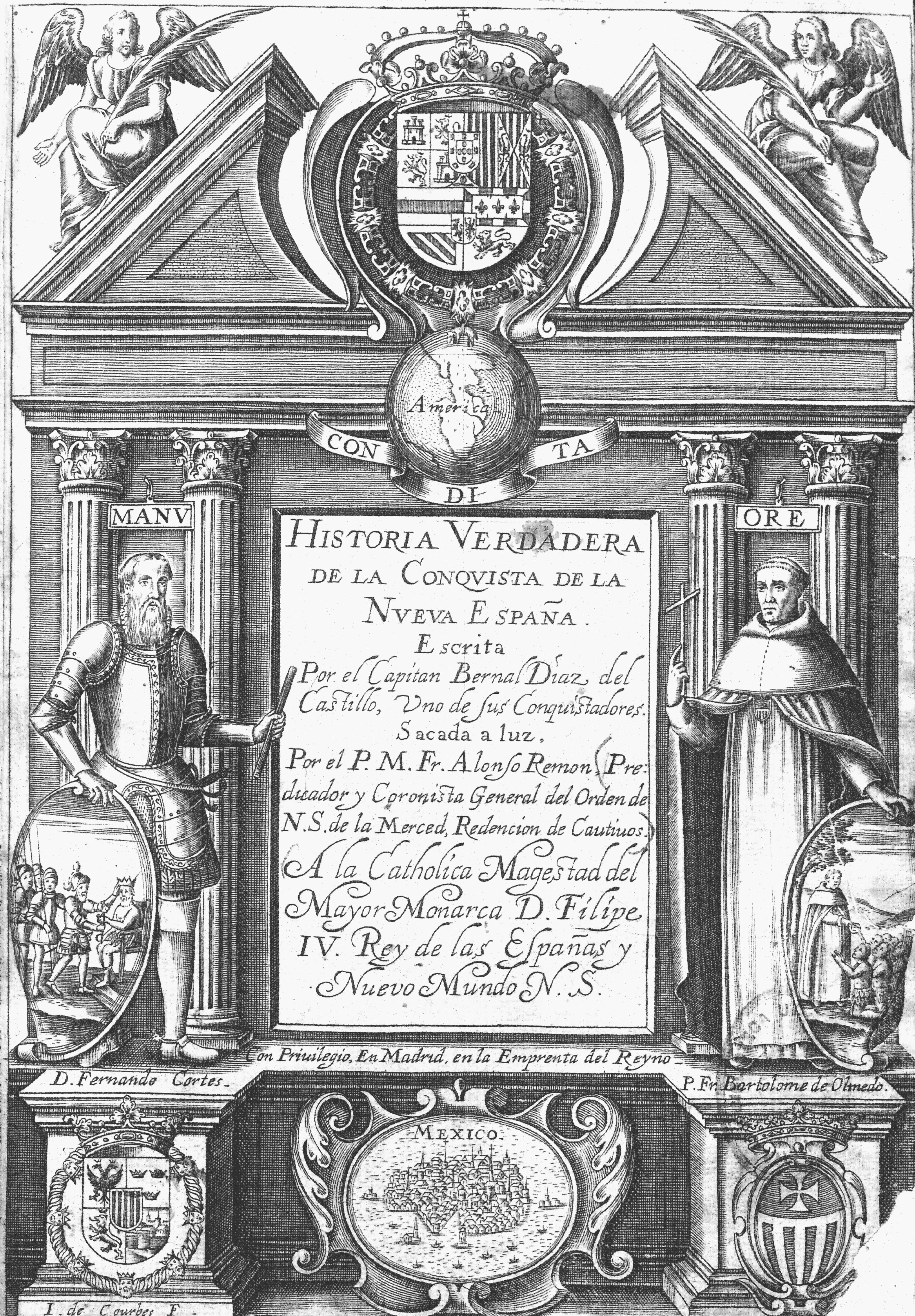
Portada da Historia verdadera de la conquista de la Nueva España com manuscrito escrito por Bernal Díaz del Castillo. (Madrid, 1632)

A Historia Verdadera de la Conquista de la Nueva España é uma narrativa em primeira pessoa de Bernal Díaz del Castillo, que foi um dos soldados participantes de grande parte das jornadas da conquista do México no século XVI, juntamente com Francisco Hernández de Córdoba, Juan de Grijalva e Hernán Cortés.
Os biógrafos de Diaz del Castillo coincidem que 1568 foi o ano de conclusão do manuscrito. Nele, Bernal Diaz narra o processo de conquista espanhol de uma maneira menos "epopéica", de uma forma mais sóbria e direta, contudo, sem deixar de remeter a algumas minúcias em suas descrições. A obra é uma espécie de contraparte das crônicas que exaltavam os feitos de Cortés; nelas, Bernal diz que não se pode encontrar a verdade no começo, nem no meio e tão pouco no fim. Há também indícios de que Bernal Diaz era um entre vários parentes de Diego Velázquez de Cuéllar, governador de Cuba e inimigo de Cortés, fato que legitimaria suas críticas ao general espanhol.
Cada um de seus duzentos e catorze capítulos descrevem ao leitor as vivências de Bernal enquanto um soldado de Cortez, como por exemplo o trecho onde ele descreve a entrada dos espanhóis na atual Cidade do México:
| “ | luego otro día partimos de Estapalapa, muy acompañados de (...) grandes caciques, íbamos por nuestra calzada adelante, la cual está ancha de ocho pasos, y va tan derecha a la ciudad de México, que me parece que no se torcía poco ni mucho, y puesto que es bien ancha toda iba llena de aquellas gentes que no cabía, unos que entraban en México y otros que salían, y los indios que nos venían a ver, (...) estaban llenas las torres y los cués [templos] y en las canoas y de todas partes de la laguna, y no era cosa de maravillar, porque jamás habían visto caballos ni hombres como nosotros. | ” |

- Penguin Books edition, 1963, ISBN 0-14-044123-9